# Austrocylindropuntia verschaffeltii
Austrocylindropuntia verschaffeltii là một loài thực vật có hoa trong họ Cactaceae. Loài này được (Cels ex A.A.Weber) Backeb. mô tả khoa học đầu tiên năm 1939.